# Вавро Шробар
Вавро Шробар (словац. Vavro (Vavrinec Ján) Šrobár (9 серпня 1867 , Ліскова (округа Ружомберок), Ружомберок  — 6 грудня 1950 , Оломоуць )) — чехословацький лікар та політик, який брав активну участь у становленні державності Чехословаччини 1918 року, після розпаду Австро-Угорської імперії.

## Біографія
Народився на території сучасної Словаччини в місті Ліскова 9 серпня 1867 року. Оскільки на той час це була територія Австро-Угорської імперії, першу освіту протягом чотирьох років (1878—1882 рр.) він здобув в ружемберовській гімназії на угорській мові. Далі, з 1882 року він продовжує свою освіту в місті Левоч, а в 1883 році переїздить до Моравії, де навчається в гімназіях міста Банська-Бистриця та Пршеров.

1888 року Шробар вступає до Карлового університету в Празі для вивчення медицини. Окрім навчання також активно займається громадською діяльністю і стає головою студентської організації «Detvan». 1898 року, після закінчення вищого навчального закладу, Вавро в місті Ружомберок засновує журнал «Hlas», що підтримував словацьку молодь, які чинили спротив політиці Словацької національної партії. 

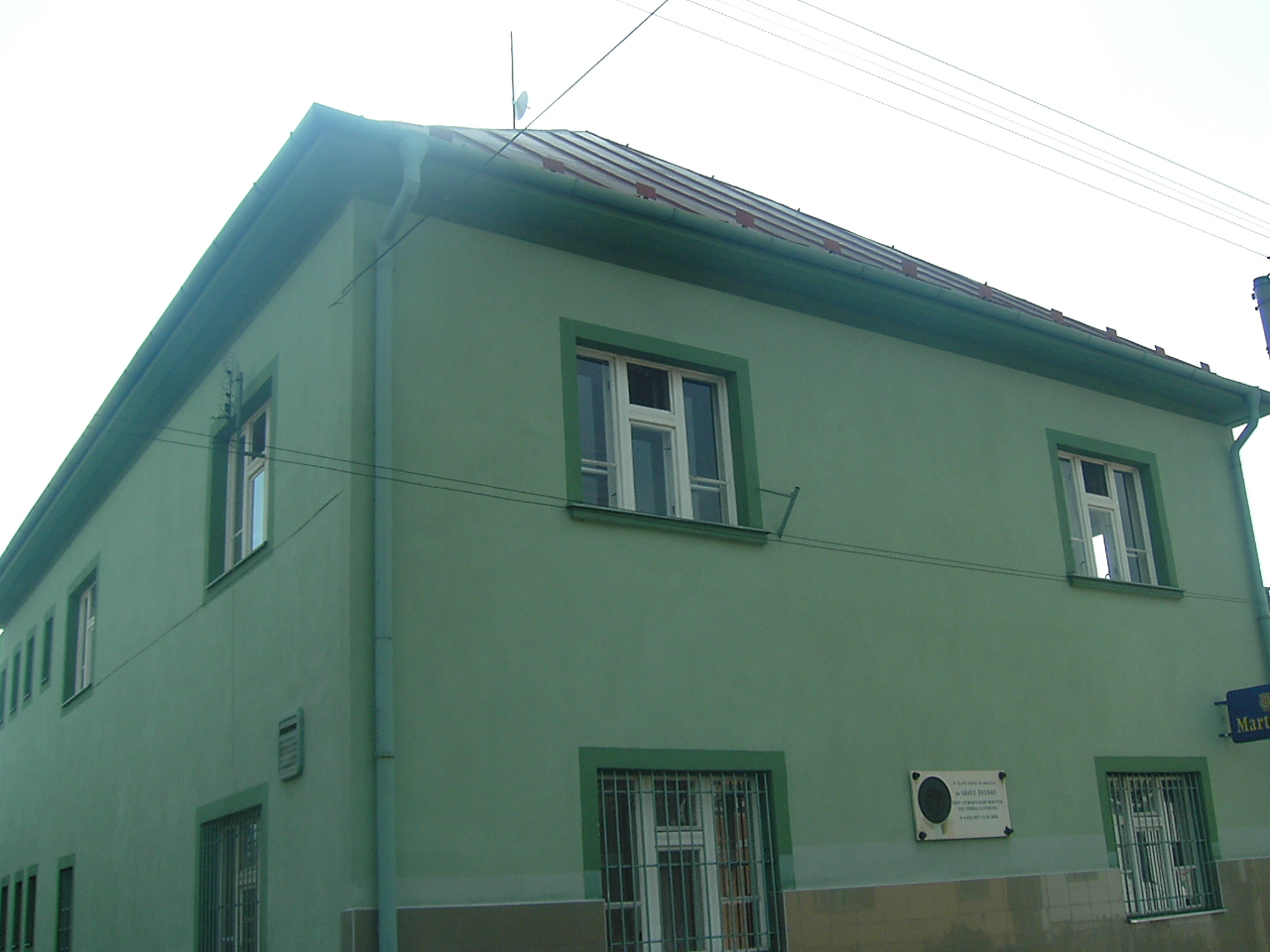
Будинок в місті Ліскова, де проживав Вавро Шробар

1906 року потрапляє до в'язниці за ведення агітаційної діяльності для отримання місця в Законодавчих зборах Угорщини, де зустрічається з Андрієм Глінкою. Після виходу з в'язниці Шробар починає працювати лікарем.
З початком Першої світової війни брав активну участь в боротьбі за незалежність Словаччини — проводить агітацію серед селян, емігрантських організацій за кордоном та Чехословацькій національній раді. Окрім того, входив до складу підпільного «Руху за незалежність Чехословаччини», результатом діяльності в якій стало проголошення 1 травня 1918 року права про самовизначення словацького народу та об'єднання з чехами. Це стало поштовхом до арешту Шробара угорською владою, під яким він перебував до жовтня 1918 року.
28 жовтня 1918 року в Празі було проголошено створення Чехословаччини, в уряді якої Вавро Шробара було призначено головою Чехословацької національної ради. Паралельно з цією посадою, він також поєднує роботу міністра охорона здоров'я та міністра адміністрації в Тимчасовому управлінні.

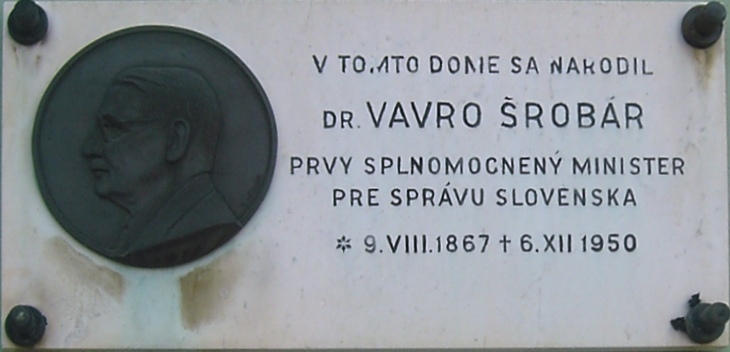
Меморіальна табличка на будинку Вавро Шробара

До 1925 року в чехословацькому парламенті діяч був представником Словацької національної республіканської робітничої партії та Аграрної партії. Окрім того, він обіймав посади міністра охорони здоров'я та фізкультури, міністра уніфікації законів та організації інформації, міністра освіти на народної просвіти.
Політична діяльність не заважає працювати Шробару в сфері медицини. Він пише докторську дисертацію з соціальної медицини, а 1935 року в братиславському Університеті Коменського був призначений ординарним професором з історії медицини.
В часи Другої світової війни Вавро займає чітку антифашистську позицію та стає співголовою Словацької національної ради. Він також стає автором заяви, що була зачитана Юзефом Стиком 30 серпня 1944 року під час Словацького національного повстання.. В повоєнний час, до 1946 року обіймає посаду міністра фінансів Чехословаччини, а з 1948 року — міністр з уніфікації законодавства в уряді Клемента Ґотвальда.
Вавро Шробар помер 6 грудня 1950 року в місті Оломоуц, де і був похований. Згодом тіло було перепоховали на братиславському цвинтарі Святого Мартіна.